# کونستانتین کراوچوک
 کونستانتین کراوچوک (انگلیسی: Konstantin Kravchuk؛ زادهٔ ۲۳ فوریهٔ ۱۹۸۵) یک تنیس‌باز اهل روسیه است.